# داني غريني
داني غريني (بالإنجليزية: Danny Greene)‏ هو نقابي أمريكي، ولد في 14 نوفمبر 1933 في كليفلاند في الولايات المتحدة، وتوفي في 6 أكتوبر 1977 في ليندهرست في الولايات المتحدة.